# Ognjen Vranješ
Ognjen Vranješ (Banja Luka, 24 oktober 1989) is een Bosnisch voetballer die doorgaans speelt als centrale verdediger. In april 2024 verliet hij Čukarički. Vranješ maakte in 2010 zijn debuut in het Bosnisch voetbalelftal. Ook zijn broer Stojan Vranješ is voetballer.

## Clubcarrière
Vranješ speelde in zijn vaderland Bosnië en Herzegovina voor Borac Banja Luka, waarvoor hij twee seizoenen uitkwam. In 2008 verkaste de verdediger naar Rode Ster Belgrado, waardoor hij achtereenvolgens verhuurd werd aan Napredak Kruševac en Sheriff Tiraspol. Op 12 januari 2011 tekende hij bij FK Krasnodar, waarna hij op 12 december 2012 naar Alania Vladikavkaz trok. Op 20 januari 2014 verkaste Vranješ naar het Turkse Elazığspor. Een jaar later verkaste hij naar Gaziantepspor. Opnieuw duurde een dienstverband van de Bosniër één jaar, want in januari 2016 werd Sporting Gijón zijn nieuwe werkgever. In de zomer van 2016 verkaste Vranješ naar Tom Tomsk, waar hij zijn handtekening zette onder een verbintenis voor de duur van twee seizoenen. Na een half jaar vertrok de Bosniër weer; hij tekende hierop een verbintenis tot medio 2019 bij AEK Athene. In de zomer van 2018 werd Vranješ overgenomen door RSC Anderlecht, dat iets meer dan drie miljoen euro voor hem betaalde. In België zette hij zijn handtekening onder een contract voor de duur van vier seizoenen.
Vranješ maakte sportief geen al te slechte start bij Anderlecht, maar al gauw staken er extrasportieve problemen de kop op. Tijdens de voorbereiding op het nieuwe seizoen pakte Vranješ, die bij zijn komst al bekend stond als een stevige kaartenpakker, tijdens een oefenduel tegen Stade Rennais meteen een rode kaart na een gevaarlijke tackle. Op 17 augustus 2018 pakte hij in zijn vierde officiële wedstrijd voor Anderlecht, een competitiewedstrijd tegen Excel Moeskroen, een rode kaart nadat hij in de 80e minuut bij een 2-0-voorsprong tegenstander Selim Amallah aan de zijkant tackelde met twee voeten vooruit. Nadien moedigde hij ook online supportersgeweld aan, bleek hij een tatoeage van de omstreden oorlogsleider Momčilo Đujić om zijn rechterbovenarm te hebben en stuurde hij doodsbedreigingen en seksueel getinte foto's naar de Servische zangeres Jelena Karleusa. Op 25 januari 2021 werd Vranjes verhuurd van Anderlecht aan Royal Charleroi Sporting Club tot het eind van het seizoen 2020/21.
In de zomer van 2019 keerde Vranješ, die zich bij Anderlecht onmogelijk had gemaakt, op huurbasis terug naar zijn ex-club AEK Athene. Zijn tweede verhuurperiode begon in januari 2021, toen hij werd gestald bij Sporting Charleroi tot het einde van het seizoen 2020/21. In juli 2021 werd bekendgemaakt dat Vranješ terugkeerde naar AEK Athene, waar hij een contract tekende voor drie seizoenen met een optie van een jaar extra. Toch vertrok hij na een jaar in Athene, om voor drie seizoenen te tekenen bij Hatayspor. In augustus 2023 ging hij voor Čukarički spelen. Deze club verliet hij in april 2024.

## Clubstatistieken
| Seizoen | Club                 | Competitie        | Competitie | Competitie | Beker | Beker | Internationaal | Internationaal | Totaal | Totaal |
| Seizoen | Club                 | Competitie        | Wed.       | Dlp.       | Wed.  | Dlp.  | Wed.           | Dlp.           | Wed.   | Dlp.   |
| ------- | -------------------- | ----------------- | ---------- | ---------- | ----- | ----- | -------------- | -------------- | ------ | ------ |
| 2008/09 | Rode Ster Belgrado   | Superliga         | 4          | 0          | 0     | 0     | —              | —              | 4      | 0      |
| 2009/10 | → Napredak Kruševac  | Superliga         | 12         | 1          | 0     | 0     | —              | —              | 12     | 1      |
| 2010/11 | → Sheriff Tiraspol   | Divizia Națională | 9          | 0          | 0     | 0     | 10             | 0              | 19     | 0      |
| 2011/12 | FK Krasnodar         | Premjer-Liga      | 29         | 0          | 2     | 0     | —              | —              | 31     | 0      |
| 2012/13 | FK Krasnodar         | Premjer-Liga      | 8          | 1          | 1     | 0     | —              | —              | 9      | 1      |
| 2012/13 | Alania Vladikavkaz   | Premjer-Liga      | 7          | 2          | 0     | 0     | —              | —              | 7      | 2      |
| 2013/14 | Elazığspor           | Süper Lig         | 13         | 0          | 1     | 0     | —              | —              | 14     | 0      |
| 2014/15 | Gaziantepspor        | Süper Lig         | 11         | 0          | 0     | 0     | —              | —              | 11     | 0      |
| 2015/16 | Gaziantepspor        | Süper Lig         | 12         | 0          | 2     | 0     | —              | —              | 14     | 0      |
| 2015/16 | Sporting Gijón       | Primera División  | 11         | 0          | 0     | 0     | —              | —              | 11     | 0      |
| 2016/17 | Tom Tomsk            | Premjer-Liga      | 7          | 1          | 0     | 0     | —              | —              | 7      | 1      |
| 2016/17 | AEK Athene           | Super League      | 17         | 1          | 6     | 0     | —              | —              | 23     | 1      |
| 2017/18 | AEK Athene           | Super League      | 19         | 4          | 4     | 0     | 11             | 0              | 34     | 4      |
| 2018/19 | Anderlecht           | Eerste klasse A   | 10         | 0          | 1     | 0     | 3              | 0              | 14     | 0      |
| 2019/20 | → AEK Athene         | Super League      | 18         | 1          | 4     | 1     | 4              | 0              | 26     | 2      |
| 2020/21 | Anderlecht           | Eerste klasse A   | 4          | 0          | 0     | 0     | —              | —              | 4      | 0      |
| 2020/21 | → Sporting Charleroi | Eerste klasse A   | 8          | 0          | 0     | 0     | —              | —              | 8      | 0      |
| 2021/22 | AEK Athene           | Super League      | 22         | 3          | 0     | 0     | 1              | 0              | 23     | 3      |
| 2022/23 | Hatayspor            | Süper Lig         | 15         | 0          | 0     | 0     | —              | —              | 15     | 0      |
| 2023/24 | Čukarički            | Superliga         | 13         | 0          | 0     | 0     | 4              | 0              | 17     | 0      |
| Totaal  | Totaal               | Totaal            | 249        | 14         | 21    | 1     | 33             | 0              | 303    | 15     |

Bijgewerkt op 4 april 2024.

## Interlandcarrière
Vranješ debuteerde in het Bosnisch voetbalelftal op 17 november 2011. Op die dag werd een vriendschappelijke wedstrijd tegen Slowakije met 2–3 gewonnen. De verdediger begon in de basis en werd in de tweede helft gewisseld voor Muhamed Bešić.
| Interlands van Ognjen Vranješ voor Bosnië en Herzegovina | Interlands van Ognjen Vranješ voor Bosnië en Herzegovina | Interlands van Ognjen Vranješ voor Bosnië en Herzegovina | Interlands van Ognjen Vranješ voor Bosnië en Herzegovina | Interlands van Ognjen Vranješ voor Bosnië en Herzegovina | Interlands van Ognjen Vranješ voor Bosnië en Herzegovina | Interlands van Ognjen Vranješ voor Bosnië en Herzegovina |
| №                                                        | Datum                                                    | Wedstrijd                                                | Uitslag                                                  | Competitie                                               | Goals                                                    |                                                          |
| Als speler bij Sheriff Tiraspol                          | Als speler bij Sheriff Tiraspol                          | Als speler bij Sheriff Tiraspol                          | Als speler bij Sheriff Tiraspol                          | Als speler bij Sheriff Tiraspol                          | Als speler bij Sheriff Tiraspol                          | Als speler bij Sheriff Tiraspol                          |
| -------------------------------------------------------- | -------------------------------------------------------- | -------------------------------------------------------- | -------------------------------------------------------- | -------------------------------------------------------- | -------------------------------------------------------- | -------------------------------------------------------- |
| 1                                                        | 17 november 2011                                         | Slowakije – Bosnië en Herzegovina                        | 2 – 3                                                    | Vriendschappelijk                                        |                                                          |                                                          |
| Als speler bij FK Krasnodar                              |                                                          |                                                          |                                                          |                                                          |                                                          |                                                          |
| 2                                                        | 9 februari 2011                                          | Mexico – Bosnië en Herzegovina                           | 2 – 0                                                    | Vriendschappelijk                                        |                                                          |                                                          |
| 3                                                        | 15 augustus 2012                                         | Wales – Bosnië en Herzegovina                            | 0 – 2                                                    | Vriendschappelijk                                        |                                                          |                                                          |
| 4                                                        | 7 september 2012                                         | Liechtenstein – Bosnië en Herzegovina                    | 1 – 8                                                    | WK 2014 kwalificatie                                     |                                                          |                                                          |
| 5                                                        | 11 september 2012                                        | Bosnië en Herzegovina – Letland                          | 4 – 1                                                    | WK 2014 kwalificatie                                     |                                                          |                                                          |
| 6                                                        | 12 oktober 2012                                          | Griekenland – Bosnië en Herzegovina                      | 0 – 0                                                    | WK 2014 kwalificatie                                     |                                                          |                                                          |
| 7                                                        | 16 oktober 2012                                          | Bosnië en Herzegovina – Litouwen                         | 3 – 0                                                    | WK 2014 kwalificatie                                     |                                                          |                                                          |
| 8                                                        | 14 november 2012                                         | Algerije – Bosnië en Herzegovina                         | 0 – 1                                                    | Vriendschappelijk                                        |                                                          |                                                          |
| Als speler bij Alania Vladikavkaz                        |                                                          |                                                          |                                                          |                                                          |                                                          |                                                          |
| 9                                                        | 6 februari 2013                                          | Slovenië – Bosnië en Herzegovina                         | 0 – 3                                                    | Vriendschappelijk                                        |                                                          |                                                          |
| 10                                                       | 22 maart 2013                                            | Bosnië en Herzegovina – Griekenland                      | 3 – 1                                                    | WK 2014 kwalificatie                                     |                                                          |                                                          |
| Als speler bij Elazığspor                                |                                                          |                                                          |                                                          |                                                          |                                                          |                                                          |
| 11                                                       | 5 maart 2014                                             | Egypte – Bosnië en Herzegovina                           | 2 – 0                                                    | Vriendschappelijk                                        |                                                          |                                                          |
| 12                                                       | 30 mei 2014                                              | Ivoorkust – Bosnië en Herzegovina                        | 1 – 2                                                    | Vriendschappelijk                                        |                                                          |                                                          |
| 13                                                       | 3 juni 2014                                              | Mexico – Bosnië en Herzegovina                           | 0 – 1                                                    | Vriendschappelijk                                        |                                                          |                                                          |
| 14                                                       | 25 juni 2014                                             | Iran – Bosnië en Herzegovina                             | 1 – 3                                                    | WK 2014                                                  |                                                          |                                                          |
| 15                                                       | 4 september 2014                                         | Bosnië en Herzegovina – Liechtenstein                    | 3 – 0                                                    | Vriendschappelijk                                        |                                                          |                                                          |
| Als speler bij Gaziantepspor                             |                                                          |                                                          |                                                          |                                                          |                                                          |                                                          |
| 16                                                       | 28 maart 2015                                            | Andorra – Bosnië en Herzegovina                          | 0 – 3                                                    | EK 2016 kwalificatie                                     |                                                          |                                                          |
| 17                                                       | 12 juni 2015                                             | Bosnië en Herzegovina – Israël                           | 3 – 1                                                    | EK 2016 kwalificatie                                     |                                                          |                                                          |
| 18                                                       | 3 september 2015                                         | België – Bosnië en Herzegovina                           | 3 – 1                                                    | EK 2016 kwalificatie                                     |                                                          |                                                          |
| 19                                                       | 13 oktober 2015                                          | Cyprus – Bosnië en Herzegovina                           | 2 – 3                                                    | EK 2016 kwalificatie                                     |                                                          |                                                          |
| 20                                                       | 13 november 2015                                         | Bosnië en Herzegovina – Ierland                          | 1 – 1                                                    | EK 2016 kwalificatie                                     |                                                          |                                                          |
| 21                                                       | 16 november 2015                                         | Ierland – Bosnië en Herzegovina                          | 2 – 0                                                    | EK 2016 kwalificatie                                     |                                                          |                                                          |
| Als speler bij Sporting Gijón                            |                                                          |                                                          |                                                          |                                                          |                                                          |                                                          |
| 22                                                       | 25 maart 2016                                            | Luxemburg – Bosnië en Herzegovina                        | 0 – 3                                                    | Vriendschappelijk                                        |                                                          |                                                          |
| 23                                                       | 29 maart 2016                                            | Zwitserland – Bosnië en Herzegovina                      | 0 – 2                                                    | Vriendschappelijk                                        |                                                          |                                                          |
| 24                                                       | 29 mei 2016                                              | Bosnië en Herzegovina – Spanje                           | 1 – 3                                                    | Vriendschappelijk                                        |                                                          |                                                          |
| 25                                                       | 3 juni 2016                                              | Bosnië en Herzegovina – Denemarken                       | 2 – 2                                                    | Vriendschappelijk                                        |                                                          |                                                          |
| Als speler bij Tom Tomsk                                 |                                                          |                                                          |                                                          |                                                          |                                                          |                                                          |
| 26                                                       | 6 september 2016                                         | Bosnië en Herzegovina – Estland                          | 5 – 0                                                    | WK 2018 kwalificatie                                     |                                                          |                                                          |
| 27                                                       | 10 oktober 2016                                          | Bosnië en Herzegovina – Cyprus                           | 2 – 0                                                    | WK 2018 kwalificatie                                     |                                                          |                                                          |
| 28                                                       | 13 november 2016                                         | Griekenland – Bosnië en Herzegovina                      | 1 – 1                                                    | WK 2018 kwalificatie                                     |                                                          |                                                          |
| Als speler bij AEK Athene                                |                                                          |                                                          |                                                          |                                                          |                                                          |                                                          |
| 29                                                       | 28 maart 2017                                            | Albanië – Bosnië en Herzegovina                          | 1 – 2                                                    | Vriendschappelijk                                        |                                                          |                                                          |
| 30                                                       | 9 juni 2017                                              | Bosnië en Herzegovina – Griekenland                      | 0 – 0                                                    | WK 2018 kwalificatie                                     |                                                          |                                                          |
| 31                                                       | 31 augustus 2017                                         | Cyprus – Bosnië en Herzegovina                           | 3 – 2                                                    | WK 2018 kwalificatie                                     |                                                          |                                                          |
| 32                                                       | 3 september 2017                                         | Gibraltar – Bosnië en Herzegovina                        | 0 – 4                                                    | WK 2018 kwalificatie                                     |                                                          |                                                          |
| 33                                                       | 7 oktober 2017                                           | Bosnië en Herzegovina – België                           | 3 – 4                                                    | WK 2018 kwalificatie                                     |                                                          |                                                          |
| 34                                                       | 27 maart 2018                                            | Senegal – Bosnië en Herzegovina                          | 0 – 0                                                    | Vriendschappelijk                                        |                                                          |                                                          |
| 35                                                       | 28 mei 2018                                              | Bosnië en Herzegovina – Montenegro                       | 0 – 0                                                    | Vriendschappelijk                                        |                                                          |                                                          |

Bijgewerkt op 4 april 2024.

## Erelijst
| Super League | 1 | 2017/18 |